# Возний Володимир Вікторович
Володимир Вікторович Возний (нар. 26 травня 1974) — український футболіст, виступав на позиції захисника.

## Життєпис
Виступав за різні клуби аматорської, другої та першої ліг. Найвідоміші клуби, за які він виступав це овідіопольський «Дністер», «Миколаїв», у 2004 році грав за казахстанський клуб «Алма-Ата», в якому провів 14 матчів та відзначився 2 м'ячами у вищій лізі Казахстану.
У липні 2008 року підписав контракт з клубом «Фенікс-Іллічовець». Грав під 3 номером.
Володар Кубка Одеської області в сезонах 1998/99 і 1999/00 років. Чемпіон Одеської області: 1998/99, 1999/00 та 2000. Чемпіон України серед аматорів: 1999.

## Досягнення
- Друга ліга України
  -  Чемпіон (1): 2006/07